# Thoisy-la-Berchère
Thoisy-la-Berchère é uma comuna francesa na região administrativa da Borgonha-Franco-Condado, no departamento de Côte-d'Or. Estende-se por uma área de 36,14 km². Em 2010 a comuna tinha 306 habitantes (densidade: 8,5 hab./km²).